# La Vie volée de Jun Do
La Vie volée de Jun Do (titre original : The Orphan Master's Son) est le deuxième roman d'Adam Johnson, romancier américain.
Il a reçu le prix Pulitzer de la fiction 2013.